# Klaus Evard
Klaus Evard (* 2. Februar 1936 in Berlin; † 30. August 2024 in Wiesbaden) war ein deutscher Wirtschaftswissenschaftler, Hochschullehrer und Gründer der EBS Universität für Wirtschaft und Recht sowie Gründer und Vorstand des Beratungsunternehmens TEC International Germany (seit 2011 Vistage International Germany GmbH), beide mit Sitz in Wiesbaden.

## Leben
Evard studierte Wirtschaftswissenschaften, Betriebswirtschaftslehre und Recht an der FU Berlin und den Universitäten Lausanne, Paris (Sorbonne) und Innsbruck. 1972 wurde er an der Université Paris 1 Panthéon-Sorbonne mit der Dissertation Bilan consolidé et publicité des entreprises du Konzern d’après la législation allemande contemporaine promoviert. Bereits 1971 hatte er in Offenbach/Main die European Business School (EBS) gegründet, die 1980 nach Oestrich-Winkel im Rheingau umzog. Auch an weiteren Hochschulgründungen war Evard beteiligt. So initiierte und begleitete er die Gründung der International School of Management (ISM) in Dortmund und der California School of International Management in San Diego, an der er ab 1992 auch als Chairman tätig war. Evard war Professor unter anderem an der École des hautes études commerciales de Paris (HEC), der führenden Wirtschaftshochschule in Frankreich, und der Université de la Sorbonne-Nouvelle in Paris.